# Varitrella depressa
Varitrella depressa är en insektsart som beskrevs av Andrej Vasiljevitj Gorochov 2003. Varitrella depressa ingår i släktet Varitrella och familjen syrsor. Inga underarter finns listade i Catalogue of Life.